# Revoroot
Revoroot Inc. (jap. 株式会社レヴォルト Kabushiki-gaisha Revoruto) – japońskie studio animacji z siedzibą w Nishitōkyō, w aglomeracji Tokio. 

## Produkcje

### Seriale telewizyjne
| Tytuł                                                              | Reżyser(zy)                      | Początek pierwszej emisji | Koniec pierwszej emisji | Liczba odcinków | Uwagi                                              | Przypisy |
| ------------------------------------------------------------------ | -------------------------------- | ------------------------- | ----------------------- | --------------- | -------------------------------------------------- | -------- |
| FLCL Alternative                                                   | Katsuyuki Motohiro Yutaka Uemura | 8 września 2018           | 13 października 2018    | 6               | Trzeci sezon FLCL.                                 | [ 1 ]    |
| Babylon                                                            | Kiyotaka Suzuki                  | 6 października 2019       | 27 stycznia 2020        | 12              | Na podstawie powieści autorstwa Mado Nozakiego.    | [ 2 ]    |
| Slime taoshite 300-nen, shiranai uchi ni Level Max ni nattemashita | Nobukage Kimura                  | 10 kwietnia 2021          | 26 czerwca 2021         | 12              | Na podstawie light novel autorstwa Kisetsu Mority. | [ 3 ]    |
| Tensei kenja no isekai Life                                        | Keisuke Kojima                   | 4 lipca 2022              | 12 września 2022        | 12              | Na podstawie light novel autorstwa Shinkoshoto.    | [ 4 ]    |